# Cineraria anampoza
Cineraria anampoza là một loài thực vật có hoa trong họ Cúc. Loài này được (Baker) Baker mô tả khoa học đầu tiên năm 1887.